# Dokumentenlogistik

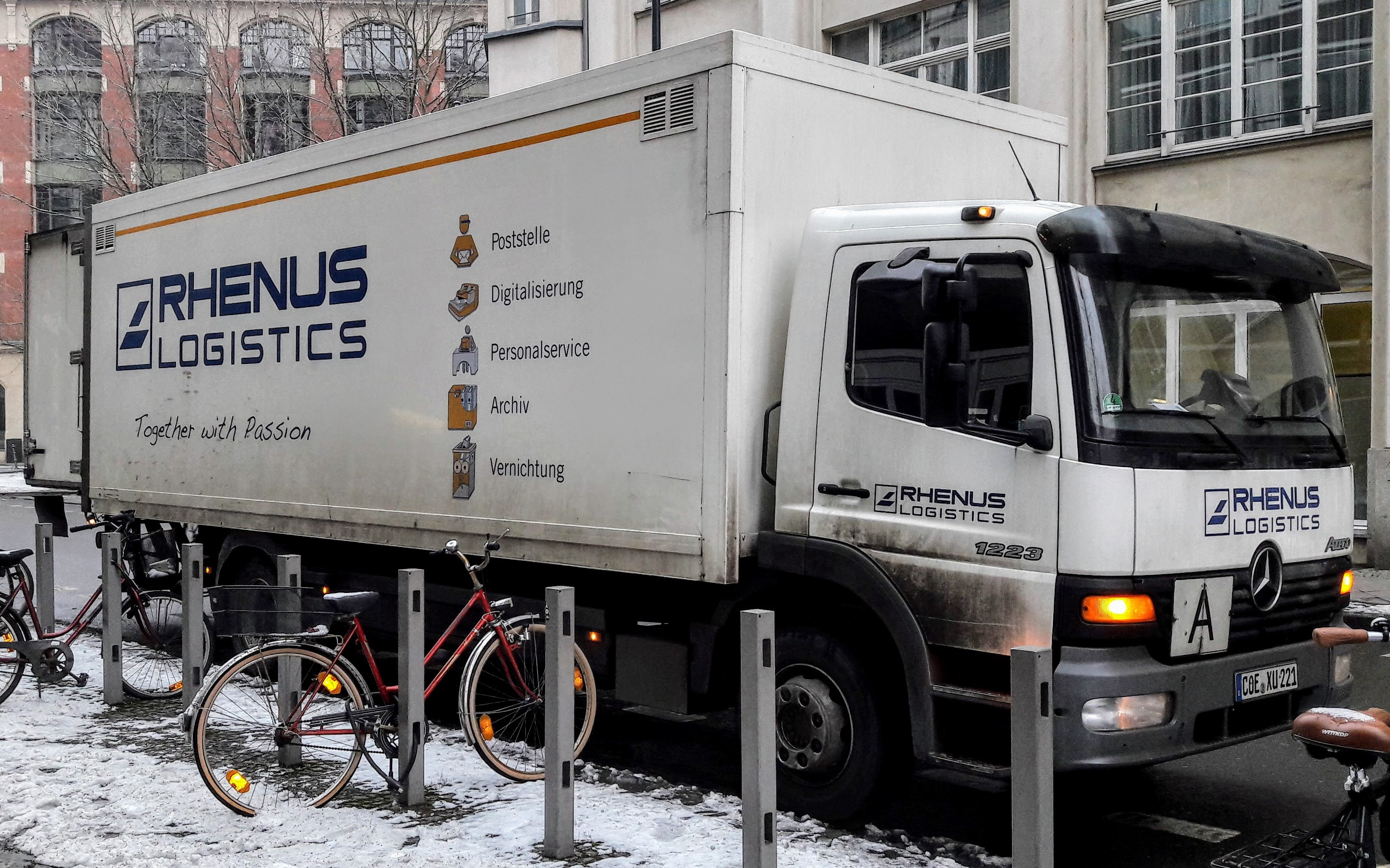
Fahrzeug für Dokumentenlogistik in Berlin

Die Dokumentenlogistik ist der logistische Teil des Dokumentenmanagements. Sie fasst Methoden und Werkzeuge zusammen, die sich mit der Organisation und der Steuerung des Transports von Dokumenten in einem Unternehmen beschäftigen und damit zur Optimierung von Prozessen beitragen. In der Dokumentenlogistik werden keine Dokumente erzeugt, sondern bereitgestellt und archiviert.

## Geschichte
Die Notwendigkeit, Werkzeuge für den Transport von Dokumenten zu entwickeln, wurde bereits zu Beginn des 19. Jahrhunderts erkannt. Druckluftbetriebene Innenrohrpostanlagen prägten noch bis zur Mitte des 20. Jahrhunderts die Ausstattung großer Bürogebäude und Verwaltungen. In der Berliner Charité werden noch heute Patientenproben und Unterlagen mit Hilfe eines modernen Rohrpostsystems befördert. Im Büroalltag ist die Rohrpostanlage wegen des hohen Betriebsaufwandes vorwiegend verschwunden. Unternehmensintern hat die E-Mail die Zustellung papiergebundener Schriftstücke weitgehend überflüssig gemacht.

## Weiterentwicklung der Dokumentenlogistik
Obwohl Dokumente heute nahezu ausschließlich an einem Computer erstellt werden, wird ein Brief in der Regel am Arbeitsplatz ausgedruckt. Es ist nach wie vor notwendig, physikalisch vorhandene Schriftstücke im Unternehmen einzusammeln, da die Vorbereitung für den Versand meist zentral organisiert wird. Moderne Systeme der Dokumentenlogistik haben aus diesem Grund das Ziel, Dokumente zentral und erst wenn erforderlich auszudrucken. In der Regel erfolgt dies über einen Gerätetreiber der für die druckende Anwendung einen virtuellen Drucker zur Verfügung stellt. Damit wird ein Medienbruch vermieden. Der digitale Druckdatenstrom kann innerhalb des Firmennetzwerks transportiert und für zentralen Ausdruck und elektronische Archivierung aufbereitet werden.